# (31512) Koyyalagunta
1999 CF91 (asteroide 31512) é um asteroide da cintura principal. Possui uma excentricidade de 0.04937310 e uma inclinação de 4.95005º.
Este asteroide foi descoberto no dia 10 de fevereiro de 1999 por LINEAR em Socorro.